# 中国人民解放军陆军远程火箭炮兵第二旅
远程火箭炮兵第二旅（英語：2nd Long-range Rocket Artillery Brigade），是中国人民解放军南部战区陆军直属的炮兵旅，驻地广东省惠州市。

## 历史概述
该旅前身为1951年成立的炮兵第二〇九团，首任团长张文华，政治委员向辉宇，全团成立之初均装备苏式喀秋莎火箭炮，共分为两个营，每个营3个连，每个连4门火箭炮，全团24门火箭炮。成立后不久该团便编入炮兵第二十一师，进入朝鲜半岛参战。
上甘岭战役中，该团是中国人民志愿军唯一的火箭炮部队，炮兵第二〇九团先后进行10次齐射，摧毁联合国军8个阵地；在反击597.9高地战斗中，该团两次齐射就歼敌数百人。得益于二〇九团极高的打击效率，火力处于绝对劣势的中国人民志愿军得以成功防守上甘岭，联合国军的伤亡中70%是来源于喀秋莎火箭炮。如今，该团的一门喀秋莎火箭炮就陈列在中国人民革命军事博物馆内。
1954年该部回国，炮兵第二十二师被撤销，二〇九团转隶炮兵第一师，仍然以火箭炮为主要装备。1979年中越战争，炮兵第二〇九团一营一连参战。
2013年，炮兵第一师被拆分，炮兵第二〇九团被拆分出来扩编成立远程火箭炮兵第二〇九旅。军改后番号重排，改为远程火箭炮兵第二旅，转隶南部战区陆军直属。

## 沿革
| 部隊番號               | 使用時期             |
| ---------------------- | -------------------- |
| 炮兵第二〇九团         | 1951年3月-2013年10月 |
| 远程火箭炮兵第二〇九旅 | 2013年10月-2017年2月 |
| 远程火箭炮兵第二旅     | 2017年2月至今        |